# Statens Uddannelsesstøtte
 "SU" omdirigeres hertil. For andre betydninger af SU, se SU (flertydig).
Statens Uddannelsesstøtte (forkortet SU) er en dansk økonomisk uddannelsesstøtte, som studerende kan søge til en række godkendte ungdoms- og videregående uddannelser. Ansøgeren skal opfylde en række betingelser for at kunne få SU og andre tillægsydelser.
SU udbetales af den danske stat, og den er dermed en af de vigtige danske overførselsindkomster.

## Historie
En forløber for SU'en var Kommunitetet, en statslig støtte til studerende der boede på Regensen. I 1952 blev Ungdommens Uddannelsesfond oprettet som en økonomisk hjælp fra staten til unge under uddannelse. Den blev finansieret af den dengang ret nye institution Dansk Tipstjeneste (i dag Danske Spil).
I 1970 blev uddannelsesfonden afløst af indførelsen af Statens Uddannelsesstøtte (SU). Hensigten var at give de unge bedre muligheder for at tage en videregående uddannelse. Uddannelsesstøtten skulle søge at kompensere for den sociale ulighed, således at ”ingen dygtige elever skulle fravælge at studere på grund af manglende økonomiske muligheder”. Den gang skulle man være fyldt 28 for at få SU uafhængigt af sine forældrenes indtægt. Stipendium og lån udgjorde tilsammen maksimalt 8.050 kr. om året og var fordelt, så halvdelen var stipendium og halvdelen lån. De studerende kunne supplere med et statsgaranteret studielån og samlet nå op på 11.000 kr. om året.
Siden er SU-systemet blevet ændret adskillige gange. I juni 2013 vedtog et bredt folketingsflertal bestående af de daværende regeringspartier Socialdemokraterne, Radikale Venstre og Socialistisk Folkeparti samt Venstre, Dansk Folkeparti, Konservative og Liberal Alliance en SU-reform, der forhøjede kravene til modtagernes studieaktivitet og dermed gav en besparelse på ca. 2 mia. kr. årligt. Tidligere på året havde der foregået demonstrationer mod reformforslaget.
I februar 2019 nedsatte den danske regering et panel af forskere, der skal vurdere SU’ens betydning for blandt andet samfundsøkonomien og den sociale mobilitet. Udvalget fik professor i økonomi og tidligere overvismand Torben M. Andersen  som formand. Udvalget skal analysere betydningen af forskellige mulige ændringer i SU-systemet. Det er bl.a. nedsat som følge af, at fagøkonomer i en årrække har sat spørgsmålstegn ved, om det er velbegrundet at give kandidatstuderende på universiteterne SU-stipendier, eller om man kunne erstatte stipendierne med SU-lån i stedet. De økonomiske vismænd har således beregnet, at SU-stipendier til personer med en lang videregående uddannelse faktisk giver anledning til "en markant mere ulige fordeling af livsindkomsterne". Fremtiden for SU-ekspertudvalget har dog under den følgende socialdemokratiske regering været usikker.

## Regler
Der er en række betingelser for at få SU. Blandt andet skal den studerende være studieaktiv på sin uddannelse, og den studerende må ikke modtage anden offentlig støtte til at dække leveomkostninger. Derudover er der en grænse for, hvor meget man må tjene ved siden af sin SU - dette kaldes for fribeløb. Tjener SU-modtageren mere end sit fribeløb, skal en del af SU'en betales tilbage.
Der er forskellige regler for, hvor stor en sats man kan få. Hvor meget den enkelte kan få i SU afhænger af, hvilken type uddannelse han eller hun går på, hvornår uddannelsen er startet, hvor gammel den studerende er, og om han eller hun bor sammen med en eller begge forældre eller bor alene og dermed er udeboende.
SU gives for en måned ad gangen. SU gives som SU-rater til ungdomsuddannelser og som SU-klip (i et SU-klippekort) til videregående uddannelser. Hver rate eller klip svarer til en måneds SU.
SU udbetales som andre betalinger fra det offentlige på modtagerens NemKonto.

### SU-lån
Ved siden af SU-stipendiet, som man ikke skal betale tilbage, kan man optage et SU-lån, som skal betales tilbage med renter. Renten på lånet er 4 % om året, mens man læser, og lig med Nationalbankens diskonto plus et tillæg på højst en procent eller minus et fradrag i årene efter studiets afslutning. Tillægget/fradraget fastsættes hvert år på finansloven. Diskontoen har været på 0 % uafbrudt siden juli 2012. Finanslovens procenttillæg har regelmæssigt været 1 pct. i mange år, sådan at den nominelle rente før skat på SU-lån, når man først er færdiguddannet, de sidste mange år har været 1 pct. Da renterne er fradragsberettigede, er realrenten efter skat typisk omkring 0, mens man studerer, og negativ efter studiets afslutning, sådan at der er tale om et fordelagtigt lån i sammenligning med eksempelvis almindelige banklån. 

### SU og udlandet
En afgørelse fra EU-domstolen i februar 2013 afgjorde, at udenlandske statsborgere fra EU- eller EØS-lande kunne ligestilles med danske studerende og få SU, hvis de har status af arbejdstagere.
Uddannelsesministeriet anslog i foråret 2013, at SU til udenlandske studerende ville betyde en ekstraudgift på 200 millioner kroner.
Der findes særlige SU-regler for danske studerende, der vil have SU med til udlandet på et studiehold eller en hel uddannelse. 
SU-en til internationale studerende har været kritiseret, hvilket førte til en politisk aftale om at udgifterne ikke må overstige 450 millioner kroner om året. Der har siden været uenighed om den reelle udgift ved at give SU til studerende der kommer til Danmark. IDA og Dansk Erhverv har blandt andet augmenteret for at "den gennemsnitlige internationale studerende bidrager med 100.000 til 350.000 kroner over et arbejdsliv."

## Beløbsstørrelse
For udeboende på en videregående uddannelse er SU-stipendiet 6.166 kr. pr. måned før skat i 2019. For hjemmeboende studerende er beløbet mindre og afhængigt af forældrenes indkomst.
I 2019 kan man låne 3.155 kr. pr. måned. Der er særlige regler for forsørgere og visse andre grupper.